# Alianza Democrática (Grecia)
Alianza Democrática (en griego: Δημοκρατική Συμμαχία - ΔΗ.ΣΥ., Dimokratiki Symmachia - DISY) fue un partido político centrista liberal de Grecia. Fue fundado el 21 de noviembre de 2010 por Dora Bakoyianni, unos meses después de haber sido expulsada del partido de centro-derecha Nueva Democracia por votar a favor del préstamo de la Unión Europea y el Fondo Monetario Internacional para respaldar la estabilidad financiera. El congreso fundacional de DISY tuvo lugar el 27 de mayo de 2011.
El 21 de mayo de 2012, ND y DISY anunciaron una fusión completa de las dos organizaciones en un solo partido, un mes antes de las elecciones parlamentarias del 17 de junio de 2012, en las cuales Dora Bakoyianni resultó elegida Miembro del Parlamento Helénico por la circunscripción nacional, en la lista de Nueva Democracia.

## Representación
El partido tuvo un diputado en el Parlamento Europeo (exmilitante de Nueva Democracia): Theodoros Skylakakis, miembro del Grupo de la Alianza de los Demócratas y Liberales por Europa.

## Posiciones políticas
Como estaba señalado en su declaración fundacional, la Alianza Democrática se definía políticamente como un movimiento centrista que estaba ideológicamente inspirado en los valores del humanismo antropocéntrico, el pensamiento racional y la libertad personal inspiradas por la Ilustración, así como la política económica y la libertad social del liberalismo como fundamento de la justicia social. También estaba influenciada por las luchas de la solidaridad social de los siglos XIX y XX en Europa. Algunas de las posiciones defendidas por el partido eran las siguientes:
- Una drástica reducción en los impuestos, mediante el establecimiento de un impuesto de tipo único del 20%. Esta tasa del impuesto no se aplicaría a las personas con ingresos muy bajos, ya que se complementaría con un sistema que sustituye a las reducciones de impuestos actualmente existentes con impuestos negativos.
- Una reducción en el número de funcionarios y la abolición de la inamovilidad laboral, para los contratados a partir de entonces, que le permitiría al gobierno funcionar con 2/3 de su fuerza de trabajo; junto con el aumento de los salarios para los que permanecen, que estaría sujeto a las evaluaciones de desempeño.
- Una ley que obligaría a los dirigentes sindicales a trabajar.
- Establecer el requisito de la votación secreta para todas las decisiones sobre la huelga.
- La introducción de un sistema de cheque escolar en la educación.